# Schönegg (Steinernes Meer)
Pour l’article homonyme, voir Schönegg.
Le Schönegg est une montagne culminant à 2 390 mètres d'altitude dans le massif des Alpes de Berchtesgaden, en Autriche.

## Géographie

### Situation
La montagne se situe au sud du Steinernes Meer, à côté du Sommerstein, au-dessus de Maria Alm.

## Ascension
Des voies d'escalade exigeantes permettent d'atteindre le sommet.